# Buckley (Illinois)
Buckley es una villa ubicada en el condado de Iroquois en el estado estadounidense de Illinois. En el Censo de 2010 tenía una población de 600 habitantes y una densidad poblacional de 675,4 personas por km².

## Geografía
Buckley se encuentra ubicada en las coordenadas 40°35′52″N 88°2′15″O / 40.59778, -88.03750. Según la Oficina del Censo de los Estados Unidos, Buckley tiene una superficie total de 0.89 km², de la cual 0.87 km² corresponden a tierra firme y (1.75%) 0.02 km² es agua.

## Demografía
Según el censo de 2010, había 600 personas residiendo en Buckley. La densidad de población era de 675,4 hab./km². De los 600 habitantes, Buckley estaba compuesto por el 98.67% blancos, el 0% eran afroamericanos, el 0.17% eran amerindios, el 0% eran asiáticos, el 0% eran isleños del Pacífico, el 0% eran de otras razas y el 1.17% pertenecían a dos o más razas. Del total de la población el 3.17% eran hispanos o latinos de cualquier raza.